# VV De Valk in het seizoen 1957/58
Het seizoen 1957/1958 was het derde jaar in het bestaan van de Valkenswaardse betaaldvoetbalclub De Valk. De club kwam uit in de Tweede divisie A en eindigde daarin op de vierde plaats. Tevens deed de club mee aan het toernooi om de KNVB beker, hierin werd in de tweede ronde verloren van Limburgia (0–2).

## Wedstrijdstatistieken

### Tweede divisie A
|       | Baronie | DHC   | DOSKO | EBOH  | Emma  | 't Gooi | Hilversum | LONGA | ONA   | UVS   | Wilhelmina | Zeist | ZFC   |
| ----- | ------- | ----- | ----- | ----- | ----- | ------- | --------- | ----- | ----- | ----- | ---------- | ----- | ----- |
| Thuis | 1 – 1   | 2 – 0 | 3 – 3 | 2 – 1 | 3 – 2 | 3 – 3   | 5 – 2     | 1 – 3 | 4 – 0 | 2 – 1 | 2 – 3      | 2 – 0 | 1 – 2 |
| Uit   | 1 – 6   | 1 – 1 | 2 – 4 | 3 – 3 | 1 – 1 | 3 – 1   | 1 – 1     | 1 – 1 | 1 – 2 | 2 – 1 | 2 – 0      | 0 – 3 | 0 – 0 |

### KNVB beker
| 1e ronde                                         | De Valk                                                                    | 5 – 1 (2 – 0) | RKBSV                            |
| 26 december 1957 Plaats: Valkenswaard Leenderweg | Jan Seuntjens 10' Jan Wilbers 40' Jo de Leest Toon Vereijken –' (pen.), –' |               | Vrösch                           |
| 2e ronde                                         | De Valk                                                                    | 0 – 2 (0 – 1) | Limburgia                        |
| 15 februari 1958 Plaats: Valkenswaard Leenderweg |                                                                            |               | 22' Leo Habets 68' Gradus Hansen |

## Statistieken De Valk 1957/1958

### Eindstand De Valk in de Nederlandse Tweede divisie A 1957 / 1958
| Stand | Gespeeld | Gewonnen | Gelijk | Verloren | Punten | Doelpunten voor | Doelpunten tegen |
| ----- | -------- | -------- | ------ | -------- | ------ | --------------- | ---------------- |
| 4e    | 26       | 11       | 9      | 6        | 31     | 55              | 39               |

### Topscorers
| #                | Naam                   | Goal |
| ---------------- | ---------------------- | ---- |
| 1.               | Jo de Leest            | 15   |
| 2.               | Jan Wilbers            | 13   |
| 3.               | Jan Seuntjens          | 9    |
| 4.               | Jos Maas               | 8    |
| 5.               | Harrie Adriaans        | 5    |
| 6.               | Toon Vereijken         | 2    |
| 7.               | Henk Smets             | 1    |
| Eigen doelpunten |                        |      |
| –                | Jac Oosterwaal (DOSKO) |      |
| –                | Karl Peters ('t Gooi)  |      |
| Totaal           | Totaal                 | 55   |

| #      | Naam           | Goal |
| ------ | -------------- | ---- |
| 1.     | Toon Vereijken | 2    |
| 2.     | Jo de Leest    | 1    |
| 2.     | Jan Seuntjens  | 1    |
| 2.     | Jan Wilbers    | 1    |
| Totaal | Totaal         | 5    |